# Monika Wielichowska
Monika Wielichowska (ur. 4 października 1973 w Nowej Rudzie) – polska polityk i samorządowiec, starosta powiatu kłodzkiego (2006–2007), posłanka na Sejm VI, VII, VIII, IX i X kadencji (od 2007), wicemarszałek Sejmu X kadencji (od 2023).

## Życiorys
W 1997 uzyskała magisterium z marketingu na Akademii Ekonomicznej we Wrocławiu. Ukończyła studia podyplomowe z dziennikarstwa i zarządzania informacją na Uniwersytecie Wrocławskim (2005), menedżerskie studium podyplomowe na macierzystej uczelni (2007) oraz studia podyplomowe z zarządzania i finansowania infrastruktury drogowej w Szkole Głównej Handlowej w Warszawie.
W latach 1997–2006 pracowała w Urzędzie Miejskim w Nowej Rudzie, z czego osiem lat na stanowisku inspektora ds. polityki informacyjnej. Była redaktorem naczelnym biuletynu samorządowego „Info Nowa Ruda”, współpracownikiem UM z organizacjami pozarządowymi oraz dyrektorem Gminnego Centrum Informacji w tym mieście. W latach 2002–2007 prowadziła firmę Rebel Music, która zajmowała się opieką techniczno-organizacyjną oraz wydawaniem płyt zespołów muzycznych, m.in. Big Cyca, Czarno-Czarnych i Bielizny.
W 2002 wstąpiła do Platformy Obywatelskiej. W 2002 i 2006 uzyskiwała mandat radnej powiatu kłodzkiego. W radzie powiatu była wiceprzewodniczącą Komisji Bezpieczeństwa, Porządku Publicznego i Infrastruktury Drogowej oraz członkiem komisji Edukacji, Kultury i Sportu. W latach 2006–2007 sprawowała urząd starosty kłodzkiego, ponownie zasiadała w radzie powiatu.
W przedterminowych wyborach parlamentarnych w październiku 2007 uzyskała mandat poselski z listy Platformy Obywatelskiej. Kandydując z 6. miejsca w okręgu wałbrzyskim, otrzymała 5877 głosów. W Sejmie VI kadencji pełniła funkcję sekretarza. Zasiadała w Komisji Infrastruktury oraz Komisji Kultury i Środków Przekazu, a także w stałych podkomisjach ds. budownictwa oraz gospodarki przestrzennej i mieszkaniowej, ds. transportu drogowego i drogownictwa oraz ds. monitorowania wykorzystania funduszy Unii Europejskiej w zakresie infrastruktury. W wyborach w 2011 z powodzeniem ubiegała się o reelekcję, dostała 10 589 głosów. W VII kadencji Sejmu została członkinią Komisji Finansów Publicznych oraz Komisji Infrastruktury. W 2015 ponownie wybrano ją do Sejmu, otrzymała 8621 głosów.
W wyborach w 2019 utrzymała mandat poselski z ramienia Koalicji Obywatelskiej, otrzymując 15 399 głosów. Brała udział w organizacji spotkań z wyborcami i wieców Donalda Tuska przed wyborami parlamentarnymi w 2023. W tych samych wyborach, będąc liderką listy KO w okręgu wałbrzyskim, z powodzeniem ubiegała się o reelekcję (dostała 52 182 głosy). 13 listopada 2023 wybrana na wicemarszałka Sejmu X kadencji.

## Wyniki w wyborach ogólnopolskich
| Wybory | Komitet wyborczy   | Komitet wyborczy      | Organ            | Okręg | Wynik          |
| ------ | ------------------ | --------------------- | ---------------- | ----- | -------------- |
| 2007   |                    | Platforma Obywatelska | Sejm VI kadencji | nr 2  | 5877 (4,66%)   |
| 2011   | Sejm VII kadencji  | Platforma Obywatelska | 10 589 (4,70%)   | nr 2  |                |
| 2015   | Sejm VIII kadencji | Platforma Obywatelska | 8621 (3,68%)     | nr 2  |                |
| 2019   |                    | Koalicja Obywatelska  | Sejm IX kadencji | nr 2  | 15 399 (5,44%) |
| 2023   | Sejm X kadencji    | Koalicja Obywatelska  | 52 182 (16,14%)  | nr 2  |                |

## Życie prywatne
W kwietniu 2007 w czasie pełnienia funkcji starosty kłodzkiego zawarła związek małżeński z Rafałem Wielichowskim, kanclerzem Polsko-Czeskiej Wyższej Szkoły Biznesu i Sportu „Collegium Glacense” w Nowej Rudzie.

## Odznaczenia
- Srebrny Medal za Zasługi dla Straży Granicznej (2015)[12]
- Odznaka Honorowa Powiatu Kłodzkiego (2019)[13]